# 김영민 (1955년)
김영민(영어: Kim Youngmin, 1955년 ~ )는 대한민국의 국문학자, 문학평론가이다.

## 생애
전북대학교 조교수, 연세대학교 국어국문학과 교수를 역임하였으며 연세대학교 학술상과 한국백상출판문화상 저작상 등을 수상하였다. 2007년 교육인적자원부와 한국학술진흥재단에서 주관하는 우수학자 지원 사업에서 국가석학으로 선정됐다.

## 저서
- 《한국문학비평논쟁사》
- 《한국근대소설사》
- 《한국근대문학비평사》
- 《한국 근대소설의 형성 과정》
- 《한국의 근대신문과 근대소설 1－대한매일신보》
- 《한국의 근대신문과 근대소설 2－한성신보》
- 《문학제도 및 민족어의 형성과 한국 근대문학(1890~1945)》